# École nationale des chartes

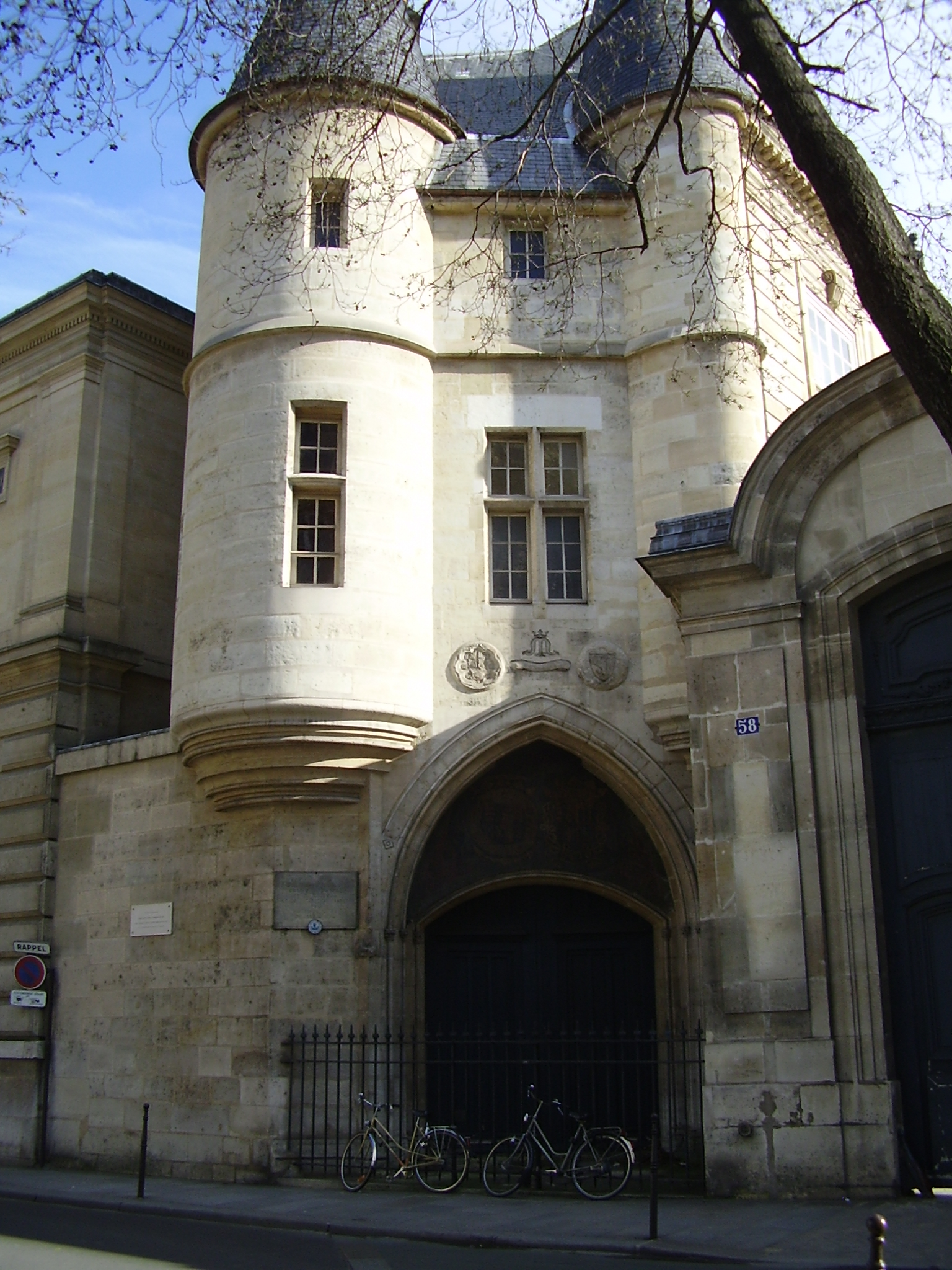
Brána paláce Hôtel de Clisson v ulici des Archives je součástí budov Francouzského národního archivu a sloužila v letech 1846-1866 jako vchod školy.

École nationale des chartes (francouzsky doslovně Národní škola listin), dříve bez přízviska nationale, je hlavní vzdělávací a výzkumné zařízení pro pomocné vědy historické ve Francii. Sídlí v Paříži v Latinské čtvrti v prostorách Sorbonny. Jedná se o státní vysokou školu, tzv. grande école se statutem grand établissement.

## Historie
První ústav s názvem École royale des chartes byl založen francouzským králem Ludvíkem XVIII. 22. února 1821. Při konfiskacích během Velké francouzské revoluce bylo shromážděno velké množství písemností, které bylo třeba odborně zpracovat, popsat a zkatalogizovat. Královské nařízení stanovilo, že 12 studentů bude jmenováno ministrem vnitra na návrh francouzské akademie literatury a výuka bude trvat dva roky. Po jejím ukončení měli absolventi být vyškoleni v paleografii a filologii, aby zvládli čtení textů. Škola byla pod dohledem Královské knihovny a Národního archivu a nacházela se v prostorách knihovny. První ročník ale neměl pokračování a škola byla uzavřena 19. prosince 1823. Teprve výnosem ministra vnitra z 11. listopadu 1829 došlo ke znovuotevření školy a její reorganizaci. V roce 1834 ze školy vyšli první absolventi. Škola sídlila v komplexu budov Národního archivu ve čtvrti Marais v paláci hôtel de Soubise se vchodem přes hôtel de Clisson. V roce 1866 se škola přestěhovala do paláce hôtel de Breteuil v ulici des Francs-Bourgeois v téže čtvrti. Naposledy se škola přestěhovala v roce 1897 do komplexu budov Sorbonny namísto katolické teologické fakulty.

## Studium
Nařízení z 31. prosince 1846 reorganizovalo výuku na více než dalších 100 let. Uchazeči se vybírají vstupním testem (do budoucna má být nahrazen pohovorem) a výuka trvá tři roky.
École des chartes vzdělává archiváře a knihovníky (conservateurs d'archives et de bibliothèques). Od roku 1990 se přijímací řízení vede ve dvou kolech. Sekce A zvaná klasická má těžiště ve středověkých dějinách a moderní latině. Náplní moderní sekce B jsou mj. dějiny novověku, soudobé dějiny a živé jazyky.
Na oba konkursy se lze přihlásit do přípravných tříd na Lyceu Jindřicha IV. v Paříži, v Toulouse a Štrasburku. Počet míst v každém ročníku je striktně omezen na 25 osob.
Výuka obsahuje z pomocných věd historických především paleografii latinských a francouzských textů a diplomatiku a dále dějiny středověkých, novodobých a moderních institucí, archivnictví, právní dějiny, románskou filologii, středověkou latinu, dějiny umění, středověkou archeologii, ediční praxi, současné jazyky, informatiku aj.
Řádní studující na École des chartes mají status zaměstnance a pobírají měsíční plat ve výši zhruba 1200 euro. Kurs trvá tři roky a je ukončen písemnou prací thèse d'établissement. Absolvent obdrží diplom a titul archivář-paleograf, který odpovídá magisterskému či inženýrskému titulu.

## Publikace
Societé de l'École des chartes zveřejňuje od roku 1839 Bibliothèque de l'École des chartes. Jedná se o jeden z nejstarších doposud vydávaných historických časopisů ve Francii.

## Seznam ředitelů školy

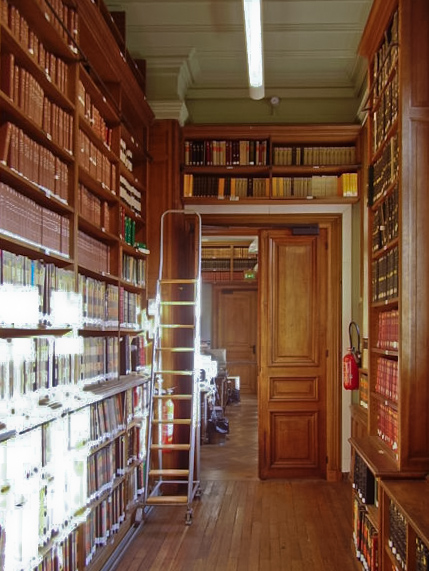
Knihovna školy

- 1829–1847 Alexandre Teulet
- 1847–1848 Jean-Antoine Letronne
- 1848–1854 Benjamin Guérard
- 1854–1857 Natalis de Wailly
- 1857–1871 Léon Lacabane
- 1871–1882 Jules Quicherat
- 1882–1916 Paul Meyer
- 1916–1930 Maurice Prou
- 1930–1954 Clovis Brunel
- 1954–1970 Pierre Marot
- 1970–1976 Michel François
- 1976–1987 Jacques Monfrin
- 1987–1993 Emmanuel Poulle
- 1993–2002 Yves-Marie Bercé
- 2002–2006 Anita Guerreau-Jalabert
- 2006–2011 Jacques Berlioz
- 2011-2016 Jean-Michel Leniaud
- od 2016 Michelle Bubenicek

## Obdobné vzdělávací instituce
- Archivschule v Marburgu
- Bayerische Archivschule v Mnichově
- Institut für Österreichische Geschichtsforschung ve Vídni
- Scuola Vaticana di Paleografia e Diplomatica v Římě
- Státní archivní škola v Praze (zrušená)